# Thomas Renner (Leichtathlet)
Thomas Renner (* 24. Dezember 1967 in Linz) ist ein ehemaliger österreichischer Leichtathlet.
Er war von 1988 bis 1991 durchweg Österreichischer Staatsmeister mit der 4 × 100-m-Staffel von Vöcklabruck. Den Einzeltitel über 200 m gewann er 1991. 1992 nahm er an den Olympischen Spielen teil. Mit Christoph Pöstinger, Andreas Berger und Franz Ratzenberger erreichte er mit der 4 × 100-m-Staffel den siebten Platz. 1993 wurde Renner wegen Dopings mit Metandienon für zwei Jahre gesperrt.